# 오산 건널목 군용트럭 사고
오산 건널목 군용트럭 사고(烏山-軍用-事故)는 1954년 1월 31일 오후 7시 35분경(KST), 경기도 화성군 오산면 수청리(현 오산시 수청동) 경부선 부산기점 390.2km 지점에 위치한 철도 건널목에서, 수색발 천안행 789호 통근열차(견인기 파시1-7호)와 급식 재료를 싣고 전라남도 광주시(현 광주광역시) 육군보병학교로 가던 군용 트럭이 충돌한 사고이다. 이 사고는 한국 전쟁 직후인 1950년대 대한민국에서 발생한 열차와 자동차의 충돌 사고 가운데 가장 큰 규모로 알려졌다.

## 개요
사고 열차는 당일 오후 4시 50분 객차 20량을 연결하고 경의선 수색역을 출발하여 천안역으로 가던 중이었다. 오후 7시 21분 병점역을 발차, 시속 40km로 오산역 방향으로 가던 중 사고 지점인 오산 북쪽의 건널목에 이르렀을 때, 명태 등 군납용 부식품을 싣고 건널목으로 갑자기 진입한 육군보병학교 소속 군용 트럭과 충돌, 증기 기관차, 탄수차 및 앞쪽 객차 3량이 탈선, 전복되면서 군용 트럭을 덮쳤다. 이 사고로 트럭에 타고 있던 군인 6명과 열차 승객 등 46명이 그 자리에서 숨지고 100여명이 중경상을 입었다. 이후 서울특별시 영등포구 이태리병원으로 이송된 부상자 중 7명이 추가로 사망, 사망자가 53명으로 늘었고, 현장에서 사망자 3명이 추가로 발견되어 최종적으로 사망자는 56명으로 집계되었다. 또 이 사고로 경부선 하행선 운행이 전면 중단, 사고 다음날인 2월 1일 오후 9시 15분에야 복구가 완료되었다.

## 이후 경과
사고 경위를 수사하던 중, 트럭을 몰고 사고 현장을 지나던 운전기사가 열차와 트럭의 충돌 장면을 목격, 당국에 진술하면서 사고 원인 규명에 큰 역할을 하였다. 당초 사고 군용트럭은 현장에서 사망한 공군 헌병 성하연(당시 22세) 일병이 운전한 것으로 알려졌으나 트럭에 실려있던 명태 하주 가족의 증언을 통해 당시 운전자는 성 일병이 아닌 육군보병학교 이명구 이등중사였으며, 사고 당시 트럭에서 뛰어내려 다리 부상을 당해 영등포 이태리병원에 입원한 것으로 확인되었다. 사고 트럭을 운전한 이명구 이등중사는 위법행위가 확인되어 군 수사기관에 이첩되었다. 사고 열차의 기관사 정남용과 부기관사 박순옥은 2월 1일 수원경찰서에 구속되었으나, 3월 18일 열린 1심 공판에서 무죄 선고를 받고 3월 20일 보석으로 풀려났으며, 함께 구속되었던 당시 교통부 육운국장 진병호 역시 무죄 판결을 받았다.

## 원인
차량 통행량이 많은 간선 도로임에도 불구하고 사고 현장에는 열차 진행시 차량의 진입을 막는 차단기가 설치되어 있지 않았다. 또한 해당 열차의 종착역이었던 천안역에는 당시 전차대(턴테이블) 시설이 되어 있지 않아 기관차는 탄수차를 앞으로 향한 채 역방향으로 운행하였고, 당시 해당 구간의 제한 속도는 시속 30km였으나 열차는 시속 50km로 주행했다는 사실도 밝혀졌다. 또한 차단기가 없는 건널목에서 열차가 통과중이었고, 사고 열차의 기관사가 4~5차례나 기적을 울렸음에도 불구하고 사고 군용트럭이 과속으로 무리하게 열차를 앞질러 건널목을 건너려 했던 것도 원인이 되었다.

## 사고 이후
이 사고 이후에도 같은 장소에서 여러 차례 열차 사고가 발생하였다. 이듬해인 1955년 12월 28일에는 용산발 목포행 상무호 군용열차와 공군 트럭이 충돌하여 2명이 사망하였고, 1962년 2월 2일에는 같은 장소에서 시동이 꺼진 다른 트럭을 밀어내 구원하던 미군 트럭이 달려오는 열차를 미처 피하지 못하고 들이받히는 사고가 있었다. 1975년 12월 3일에는 인근 화성국민학교 학생 4명이 건널목 2km 전방에서 철도를 무단 횡단하다가 서울발 부산행 특급열차에 치어 숨지기도 하였다. 이 건널목은 대한민국의 언론에서도 안전시설이 전혀 없어 위험한 곳으로 지적되었고, 결국 1982년에서야 이곳에 육교가 설치되면서 안전 문제는 해결되었다. 이 육교는 오산 세교신도시 건설에 따른 국도 제1호선 병점-오산 구간 확장 및 직선화 공사로 2010년에 철거되었다.

### 내용주
1. ↑  한국 표준시가 동경 127.5도로 변경된 것은 1954년 양력 3월 21일이므로, 당시 한국 표준시는 현재와 같은 동경 135도 기준이었다.
2. ↑  현재 부산기점 390.2km 지점은 경기도 오산시 세교동 죽미령(세마역 남쪽) 구간이다. 이 구간은 2000년대초 이설된 구간으로, 이설 전의 노선을 기준으로 하면 오산시 외삼미동(현 병점차량사업소 인근)에 해당된다. 경부선은 한국 전쟁 이후 여러 구간이 이설되면서 전체 노선 길이가 감소하였으며, 1954년 당시의 부산기점 390.2km 지점은 현재보다 오산역 방향으로 남쪽(현 오산대역 남쪽 수청동 철도육교 자리)에 위치하고 있었다.
3. ↑  한국 전쟁 당시 서울특별시 영등포구 신길동 우신국민학교(현 서울우신초등학교)에 주둔하던 이탈리아 의료지원단이다. 1955년 귀국할 때까지 이곳에서 의료지원 활동을 하였다.